# غونغرونيلا
الغونغرونيلا (باللاتينية: Gongronella) جنس من الفطريات ينتمي إلى الفصيلة الكاننغهامية (باللاتينية: Cunninghamellaceae). 
هذا الجنس ذو توزع عالمي. 

## أنواعه
الأنواع: 
- غونغرونيلا برازيلية Gongronella brasiliensis C.A.F.de Souza, D.X.Lima & A.L.Santiago
- غونغرونيلا بتلر (Lendn.) Peyronel & Dal Vesco
- غونغرونيلا غوانغدونغ F.Liu, T.T.Liu & L.Cai